# رناته برویر
رناته برویر (آلمانی: Renate Breuer؛ زادهٔ ۱ دسامبر ۱۹۳۹) قایقران کانو اهل آلمان است.